# Lernu!

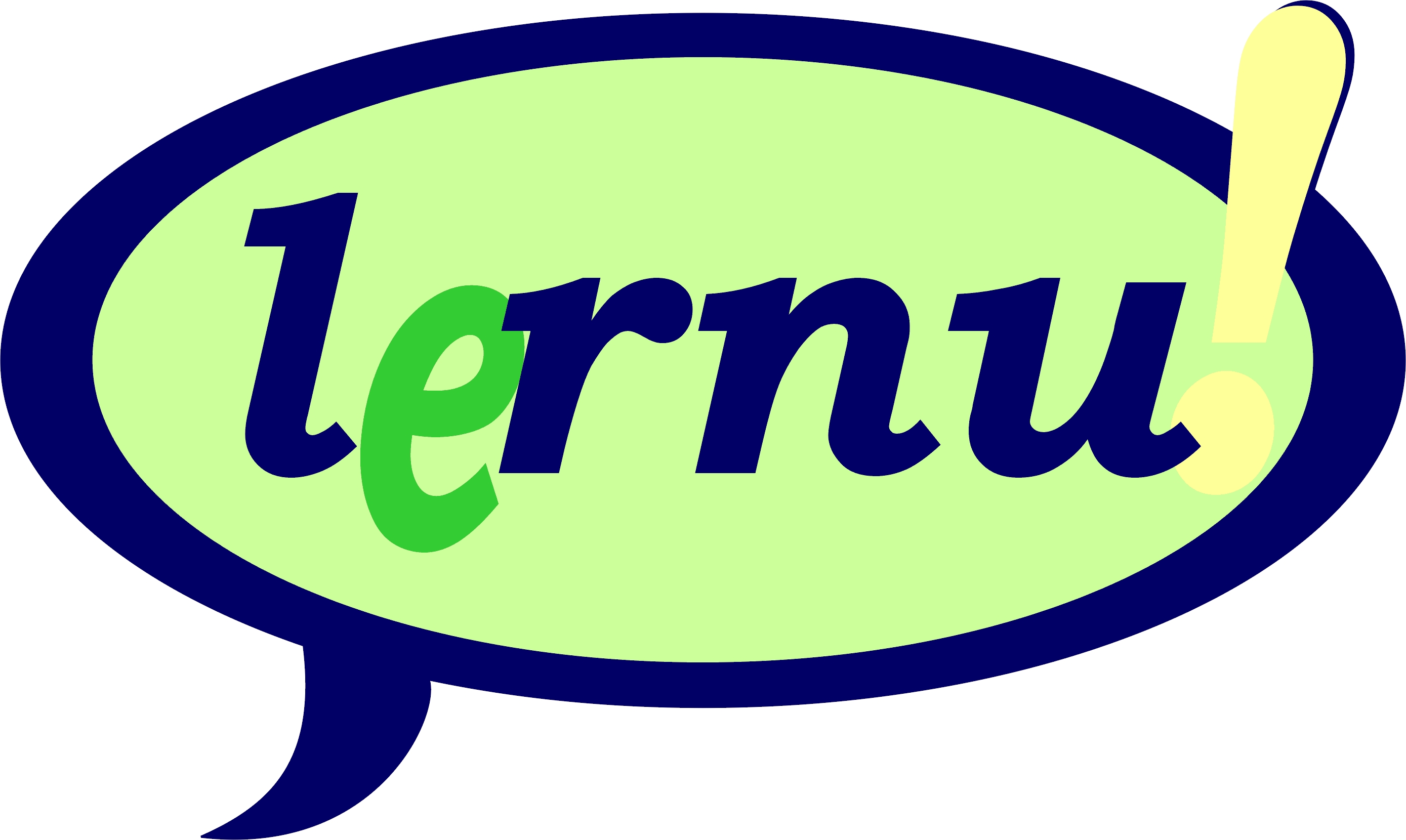

lernu!는 가입과 활동이 무료이며 접속이 자유로운 다언어 지원 홈페이지로서, 에스페란토(Esperanto)의 학습과 보급에 이바지하기 위해 기획되었다. 이 홈페이지에서는 에스페란토 전반에 대한 소개의 글과, 다양한 단계의 에스페란토 학습 공간이 준비되어 있다. 이 홈페이지는 20여 개의 언어(한국어 포함)로 이미 번역되어 있으며, 여기에 참여하는 학습자는 해당 국어의 에스페란토 도우미로부터 학습에 관한 안내를 받아 볼 수 있도록 되어 있다.
이 홈페이지에서는, 에스페란토의 전반적인 문법과 문장 구성을 연습할 수 있게 되어 있을뿐더러, 낱말 놀이나 소설 강독, 다양한 시청각 자료(음악, 영상물 등)와 같은 학습의 흥미를 높이기 위한 컨텐츠를 이용하는 것도 가능하다. 전 세계의 홈페이지 회원들과 홈페이지의 게시판을 이용해 소통할 수 있는 공간도 마련되어 있다. 또한 에스페란토 사전이 준비되어 있다.

## 역사
lernu! 홈페이지에 대한 구상은 2000년 4월 스톡홀롬에서 개최된 Esperanto@Interreto (E@I) 세미나에서 시작되었으며 2001년 10월 웁살라에서 열린 제2차 E@I-세미나에서 구체화되었다. 2002년 7월, 이 계획은 Esperantic Studies Foundation 기금의 지원을 받았고, 이 홈페이지는 같은 해 8월 처음 모습을 보이게 되었다. 그리고 약간의 디버깅 작업과 정비를 거친 후 공식적으로는 2002년 12월 21일 개시되었는데, 이 이후로 이 홈페이지는 E@I와 수많은 도우미들의 도움에 힘입어 운용, 관리되고 있다.
2004년부터 현재까지 자료를 추가함으로써 이 홈페이지의 내용이 한층 강화되고 확대 개편되었으며 음악과 같은 새로운 컨텐츠가 도입되었다. 최신판은 인터넷으로만 열람이 가능한데, 이에 관한 CD-ROM이나 DVD 형태의 저작물은 좀 더 나중에 발표될 것으로 보인다.(지금까지 이 홈페이지의 컨텐츠는 종종 몇 가지 버전의 CD-ROM 형태로 판매되기도 하였다)
2006년 중반까지 이 홈페이지를 방문한 인원은 월간 75,000명이었으며, 그 숫자는 점차 증가하고 있다. 매달 새로 가입하는 회원의 숫자는 천 명을 넘고 있다. 가장 빈도가 높은 이용자 거주지는 유럽, 동남아시아, 아메리카 등이다. 방문객 중 절반은 신입 이용자인 것으로 집계되어 있다.